# Cochasquí
Koordinaten: 0° 3′ 18,2″ N, 78° 18′ 14,7″ W

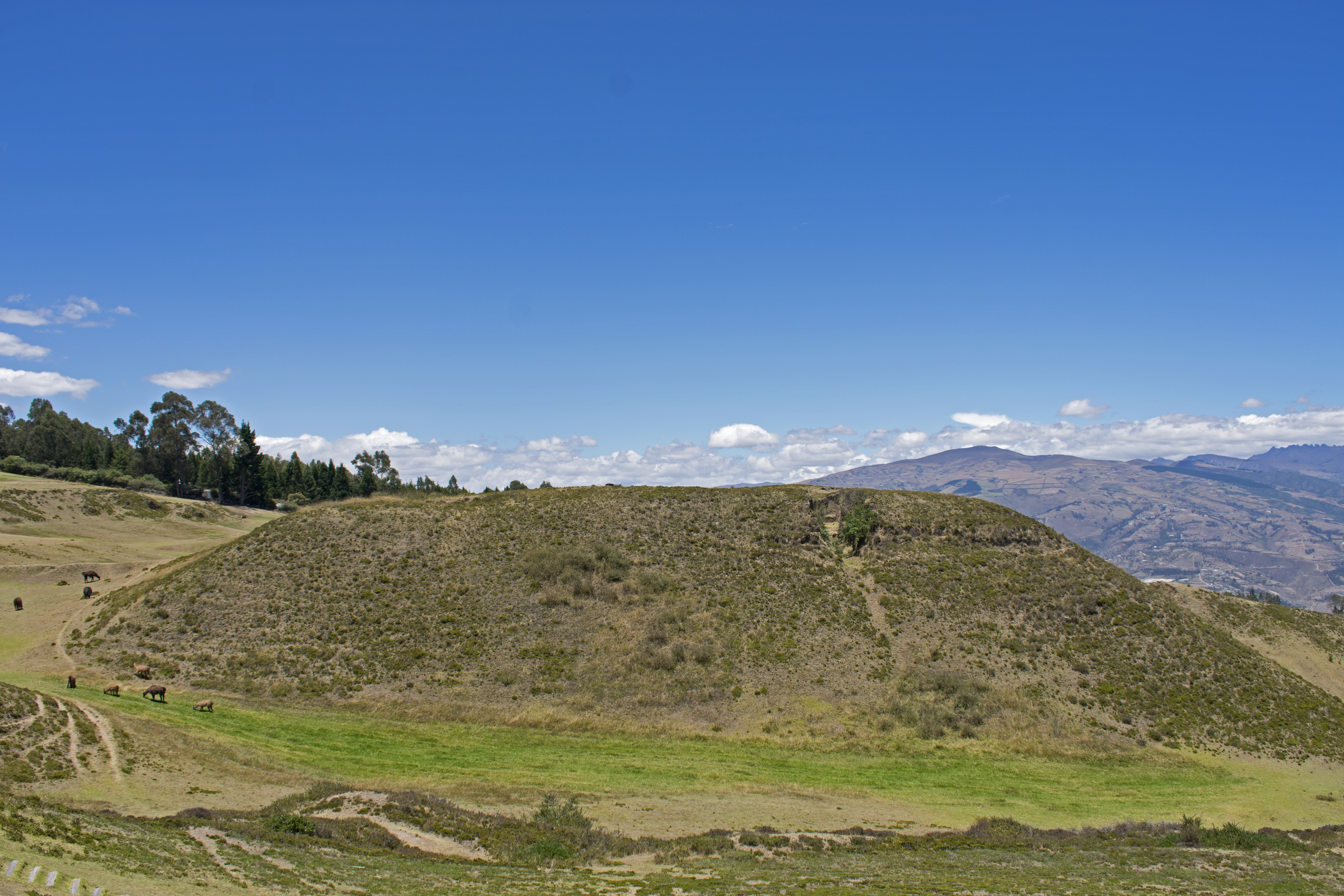
Pyramide 9 von Westen ausgesehen

Cochasquí ist die flächenmäßig größte präkolumbische archäologische Fundstätte Ecuadors mit monumentaler Architektur. Sie befindet sich etwa 52 km nördlich von Quito in der Provinz Pichincha auf rund 3100 Metern Höhe.
Der genaue Zweck der Anlage ist nicht durchgehend entschlüsselt. Die einzige zugängliche und ausgegrabene Plattform der Pyramide 13 diente eindeutig der astronomischen Beobachtung und der Fixierung des Kalenders. Mit Sicherheit war es deshalb als Zeremonialstätte errichtet worden. Zudem liegen weitere archäologische Stätten in Richtungen der wichtigen Kalenderdaten des Sonnenjahres, wie die Stätte Catequilla. Die Weitsicht von Cochasquí ist dementsprechend auch bei einem Besuch heute eindrucksvoll; bei schönem Wetter sieht man nicht nur das Tumbaco-Tal und die Hauptstadt Quito (für dessen damalige Kultur die Zeremonienstätte angeblich errichtet wurde), sondern auch weit in die Sierra bis zum etwa 120 Kilometer entfernten Cotopaxi.
15 größere und kleinere Pyramidenstümpfe sowie mindestens 14 – in anderen Quellen 20 – Grabhügel sind auf dem 84 Hektar großen Gelände vorhanden. Von den Pyramiden sind neun mit Rampen versehen, deren längste eine Länge von 290 Metern erreicht. Die Höhe der Pyramide 5, deren Basis ausgegraben wurde, beträgt zirka 16 Meter. In der Pyramide 9 klafft ein riesiger Schnitt, welcher nicht von Archäologen, sondern von Grabräubern geöffnet wurde. Alle Pyramiden sind größtenteils mit Erde und Vegetation bedeckt. Nur bei der Pyramide 9 ist eine Wand freigelegt, wo die mit vulkanischem Cangahua-Gestein gemauerten Stufen sichtbar sind.